# Вінкелман (Аризона)
Вінкелман (англ. Winkelman) — місто (англ. town) в США, в округах Гіла і Пінал штату Аризона. Населення — 296 осіб (2020).

## Географія
Вінкелман розташований за координатами 32°58′54″ пн. ш. 110°45′42″ зх. д. / 32.98167° пн. ш. 110.76167° зх. д. (32.981540, -110.761533).  За даними Бюро перепису населення США в 2010 році місто мало площу 1,94 км², з яких 1,93 км² — суходіл та 0,01 км² — водойми.

## Демографія
Згідно з переписом 2010 року, у місті мешкали 353 особи в 136 домогосподарствах у складі 86 родин. Густота населення становила 182 особи/км².  Було 163 помешкання (84/км²).
Расовий склад населення:
| - 60,6 % — білих - 3,7 % — корінних американців - 0,6 % — чорних або афроамериканців - 0,6 % — азіатів - 31,4 % — осіб інших рас |

До двох чи більше рас належало 3,1 %. Частка іспаномовних становила 82,4 % від усіх жителів.
За віковим діапазоном населення розподілялося таким чином: 20,7 % — особи молодші 18 років, 52,4 % — особи у віці 18—64 років, 26,9 % — особи у віці 65 років та старші. Медіана віку мешканця становила 46,5 року. На 100 осіб жіночої статі у місті припадало 101,7 чоловіків;  на 100 жінок у віці від 18 років та старших — 97,2 чоловіків також старших 18 років.
Середній дохід на одне домашнє господарство  становив 55 498 доларів США (медіана — 41 250), а середній дохід на одну сім'ю — 61 515 доларів (медіана — 45 250). За межею бідності перебувало 11,6 % осіб, у тому числі 10,3 % дітей у віці до 18 років та 18,7 % осіб у віці 65 років та старших.
Цивільне працевлаштоване населення становило 120 осіб. Основні галузі зайнятості: сільське господарство, лісництво, риболовля — 27,5 %, мистецтво, розваги та відпочинок — 15,0 %, будівництво — 15,0 %.